# 皮德利西夫卡 (季夫里夫區)
48°50′35″N 28°38′57″E / 48.84306°N 28.64917°E
皮德利西夫卡（烏克蘭語：Підлісівка），是烏克蘭的村落，位於該國西南部文尼察州，由文尼察區負責管轄，始建於1768年，面積0.33平方公里，海拔高度234米，2001年人口25，人口密度每平方公里75.76人。